# Whitewash
Whitewash lub Rowerek – potoczny termin używany w dziennikarstwie sportowym określający porażkę zawodnika lub drużyny do zera. Termin ten nie jest używany w grach, w których przegranie do zera jest bardzo częste (np. w piłce nożnej bardzo często zdarza się porażka 0:1 czy 0:2).
Również często używa się innego pojęcia, które określa przegranie meczu do 0. W tenisie często mówi się o "rowerku" czyli meczu przegranym 6:0 6:0.
Terminu "Whitewash" można natomiast użyć np. w snookerze, w którym gracze mają parę okazji do wygrania części meczu, jakimi są w tym wypadku frejmy. Można zatem mówić o whitewash w sytuacji, gdy np. któryś z zawodników przegrywa do zera mecz do 5 wygranych frame'ów.